# Krukmakargatan

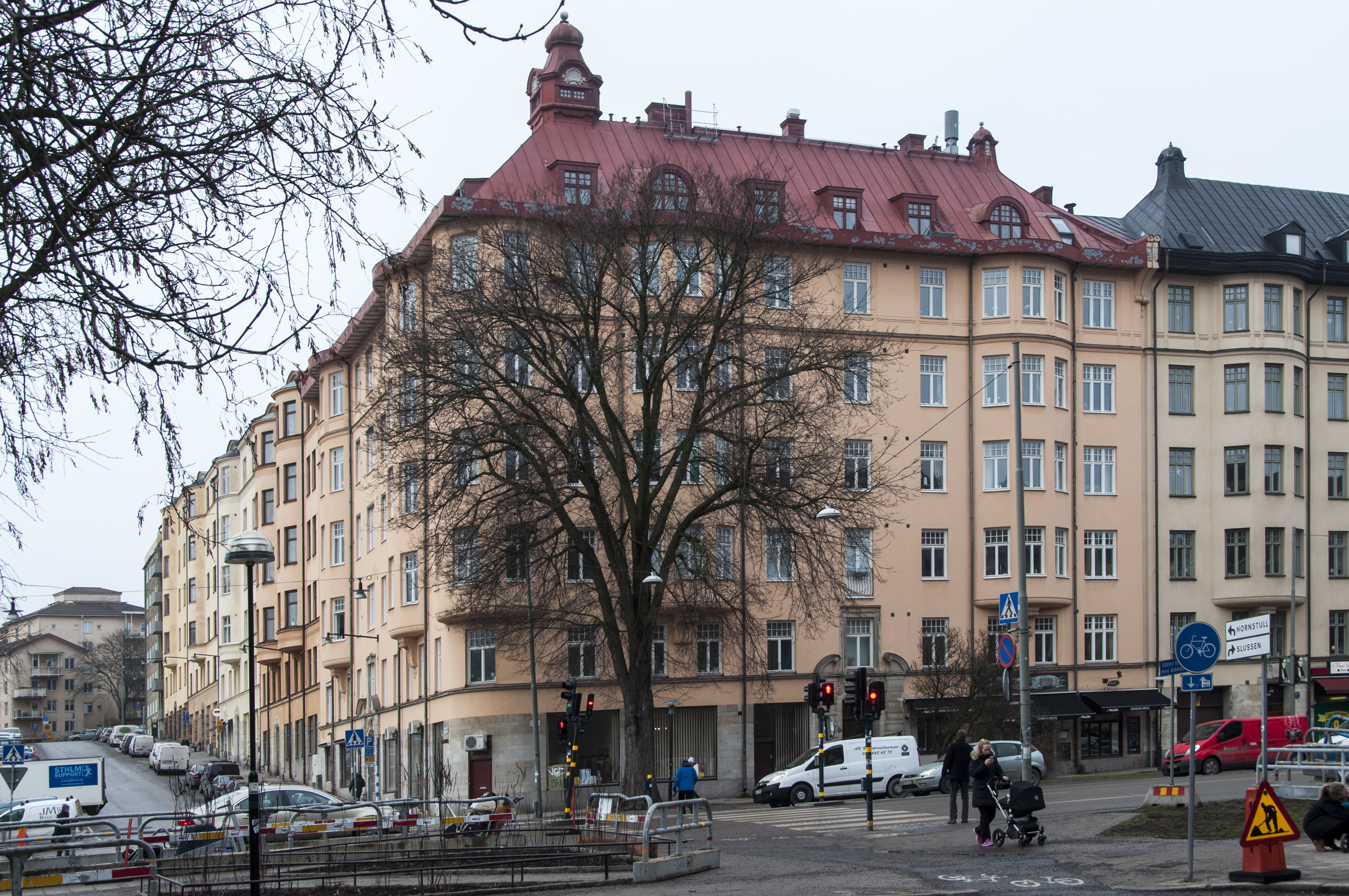
Kvarteret Pålen i hörnet Krukmakargatan / Ringvägen, februari 2014.

Krukmakargatan är en gata på Södermalm i Stockholm. Den går parallellt och söder om Hornsgatan och sträcker sig från Timmermansgatan i öster till en bit väster om Zinkensdamms idrottsplats.

## Historik
Gatan omnämns redan på 1600-talet som Kruke makare grenden (1651) och Krukemakaregatun (1671). Anledningen var att flera krukmakare hade sina verkstäder vid denna gata. År 1658 omtalas exempelvis Mester Kort Krukemakars gårdh och intill låg Hindrich Thim Krukomakares gårdh. 
Om den tidigare verksamheten påminner även ett av Södermalms äldsta kvartersnamn: Krukomakaren (med den gamla stavningen kvar). I kvarteret ligger sedan 1936 Stockholms stads södra kommunala mellanskola (idag Globala gymnasiet), ritat av arkitekt Paul Hedqvist. Intill återfinns före detta Teleskolan med adress Hornsgatan 103. Byggnadskomplexet ritades av arkitekterna Hans Brunnberg och Hans Neumüller och stod färdig i februari 1951.
Det som kanske är mest känt med gatan är Mullvadsockupationen, en ockupation av gamla hus på Krukmakargatan 6-12 mellan 1977 och 1978.